# Межсетевой экран
Межсетево́й экра́н, сетево́й экра́н — программный или программно-аппаратный элемент компьютерной сети, осуществляющий контроль и фильтрацию проходящего через него сетевого трафика в соответствии с заданными правилами.
Другие названия:
- брандма́уэр (нем. Brandmauer — противопожарная стена) — заимствованный из немецкого языка термин;
- файрво́л (англ. Firewall — противопожарная стена) — заимствованный из английского языка термин.

## Назначение
Среди задач, которые решают межсетевые экраны, основной является защита сегментов сети или отдельных хостов от несанкционированного доступа с использованием уязвимых мест в протоколах сетевой модели OSI или в программном обеспечении, установленном на компьютерах сети. Межсетевые экраны пропускают или запрещают трафик, сравнивая его характеристики с заданными шаблонами, таким образом они работают как некий контрольно-пропускной пункт на границе локальной сети.
Наиболее распространённое место для установки межсетевых экранов — граница периметра локальной сети для защиты внутренних хостов от атак извне. Однако атаки могут начинаться и с внутренних узлов — в этом случае, если атакуемый хост расположен в той же сети, трафик не пересечёт границу сетевого периметра, и межсетевой экран не будет задействован. Поэтому в настоящее время межсетевые экраны размещают не только на границе, но и между различными сегментами сети, что обеспечивает дополнительный уровень безопасности.
От каких видов атак защищает брандмауэр
Межсетевой экран предназначен для защиты от следующих типов кибер-угроз:
- Бэкдор-доступа.

Это атаки с использованием уязвимостей в установленном на ПК программном обеспечении: операционной системе и её службах, утилитах, прикладных приложениях. Такие бреши могут иметься везде, включая Windows, они позволяют вредоносному ПО с помощью эксплойта получить доступ к устройству, посылать и принимать с него трафик. Брандмауэр блокирует подобные действия. Важно иметь в виду, что бэкдоры могут присутствовать и в антивирусном ПО, и в программном обеспечении сетевого оборудования, в том числе и в аппаратных брандмауэрах. 
- Фишинг.

Мошенническая схема, в ходе которой пользователь попадает на фальшивый (фишинговый) сайт, один в один копирующий интерфейс известного веб-ресурса. Например, повторяет страницы входа в социальную сеть, личный кабинет правительственного портала (такого как Госуслуги) или оплаты через онлайн-банкинг. Человек вводит личные данные, и они попадают в руки злоумышленника. Брандмауэр запрещает подключения к подозрительным и опасным сайтам.
- Взлом удаленного доступа.

С помощью удаленного рабочего стола пользователь может управлять компьютером через интернет, т. е. дистанционно. Хакеры могут перехватить этот доступ и украсть/удалить/зашифровать важные данные. В задачи брандмауэра входит запрет на передачу такого трафика.
- Переадресация маршрута.

Пакеты данных передаются по сети определенными маршрутами, а этот вид атак предполагает подмену пути следования информации таким образом, чтобы конечное устройство ничего не «заподозрило».
- DDoS-атаки.

Поскольку главная задача брандмауэра — это фильтрация, он помогает справиться с наплывом огромных объемов трафика. Блокировка работает как на входящие, так и на исходящие пакеты, если ваше устройство попробуют использовать в качестве атакующего.

## История
Первые устройства, выполняющие функцию фильтрации сетевого трафика, появились в конце 1980-х, когда Интернет был новшеством и не использовался в глобальных масштабах. Этими устройствами были маршрутизаторы, инспектирующие трафик на основании данных, содержащихся в заголовках протоколов сетевого уровня. Впоследствии, с развитием сетевых технологий, данные устройства получили возможность выполнять фильтрацию трафика, используя данные протоколов более высокого, транспортного уровня. Маршрутизаторы можно считать первой программно-аппаратной реализацией межсетевого экрана.
Программные межсетевые экраны появились существенно позже и были гораздо моложе, чем антивирусные программы. Например, проект Netfilter/iptables (один из первых программных межсетевых экранов, встраиваемых в ядро Linux с версии 2.4) был основан в 1998 году. Такое позднее появление вполне объяснимо, так как долгое время антивирус решал проблему защиты персональных компьютеров от вредоносных программ. Однако в конце 1990-х вирусы стали активно использовать отсутствие межсетевых экранов на компьютерах, что привело к повышению интереса пользователей к данному классу устройств.

## Фильтрация трафика
Фильтрация трафика осуществляется на основе набора предварительно сконфигурированных правил, которые называются ruleset. Удобно представлять межсетевой экран как последовательность фильтров, обрабатывающих информационный поток. Каждый из фильтров предназначен для интерпретации отдельного правила. Последовательность правил в наборе существенно влияет на производительность межсетевого экрана. Например, многие межсетевые экраны последовательно сравнивают трафик с правилами до тех пор, пока не будет найдено соответствие. Для таких межсетевых экранов, правила, которые соответствуют наибольшему количеству трафика, следует располагать как можно выше в списке, увеличивая тем самым производительность.
Существует два принципа обработки поступающего трафика. Первый принцип гласит: «Что явно не запрещено, то разрешено». В данном случае, если межсетевой экран получил пакет, не попадающий ни под одно правило, то он передаётся далее. Противоположный принцип — «Что явно не разрешено, то запрещено» — гарантирует гораздо большую защищённость, так как он запрещает весь трафик, который явно не разрешён правилами. Однако этот принцип оборачивается дополнительной нагрузкой на администратора.
В конечном счёте межсетевые экраны выполняют над поступающим трафиком одну из двух операций: пропустить пакет далее (allow) или отбросить пакет (deny). Некоторые межсетевые экраны имеют ещё одну операцию — reject, при которой пакет отбрасывается, но отправителю сообщается о недоступности сервиса, доступ к которому он пытался получить. В противовес этому, при операции deny отправитель не информируется о недоступности сервиса, что является более безопасным.

## Классификация межсетевых экранов
До сих пор не существует единой и общепризнанной классификации межсетевых экранов. Однако в большинстве случаев поддерживаемый уровень сетевой модели OSI является основной характеристикой при их классификации. Учитывая данную модель, различают следующие типы межсетевых экранов:
- управляемые коммутаторы;
- пакетные фильтры;
- шлюзы сеансового уровня;
- инспекторы состояния;
- посредники прикладного уровня.

### Управляемые коммутаторы
Управляемые коммутаторы иногда причисляют к классу межсетевых экранов, так как они осуществляют фильтрацию трафика между сетями или узлами сети. Однако они работают на канальном уровне и разделяют трафик в рамках локальной сети, а значит не могут быть использованы для обработки трафика из внешних сетей (например, из Интернета).
Многие производители сетевого оборудования, такие как Cisco, Nortel, 3Com, ZyXEL, предоставляют в своих коммутаторах возможность фильтрации трафика на основе MAC-адресов, содержащихся в заголовках фреймов. Например, в коммутаторах семейства Cisco Catalyst эта возможность реализована при помощи механизма Port Security. Однако данный метод фильтрации не является эффективным, так как аппаратно установленный в сетевой карте MAC-адрес легко меняется программным путем, поскольку значение, указанное через драйвер, имеет более высокий приоритет, чем зашитое в плату. Поэтому многие современные коммутаторы позволяют использовать другие параметры в качестве признака фильтрации — например, VLAN ID. Технология виртуальных локальных сетей (англ. Virtual Local Area Network) позволяет создавать группы хостов, трафик которых полностью изолирован от других узлов сети.
При реализации политики безопасности в рамках корпоративной сети, основу которых составляют управляемые коммутаторы, они могут быть мощным и достаточно дешёвым решением. Взаимодействуя только с протоколами канального уровня, такие межсетевые экраны фильтруют трафик с очень высокой скоростью. Основным недостатком такого решения является невозможность анализа протоколов более высоких уровней.

### Пакетные фильтры
Пакетные фильтры функционируют на сетевом уровне и контролируют прохождение трафика на основе информации, содержащейся в заголовке пакетов. Многие межсетевые экраны данного типа могут оперировать заголовками протоколов и более высокого, транспортного, уровня (например, TCP или UDP). Пакетные фильтры одними из первых появились на рынке межсетевых экранов и по сей день остаются самым распространённым их типом. Данная технология реализована в подавляющем большинстве маршрутизаторов и даже в некоторых коммутаторах.
При анализе заголовка сетевого пакета могут использоваться следующие параметры:
- IP-адреса источника и получателя;
- тип транспортного протокола;
- поля служебных заголовков протоколов сетевого и транспортного уровней;
- порт источника и получателя.

Достаточно часто приходится фильтровать фрагментированные пакеты, что затрудняет определение некоторых атак. Многие сетевые атаки используют данную уязвимость межсетевых экранов, выдавая пакеты, содержащие запрещённые данные, за фрагменты другого, доверенного пакета. Одним из способов борьбы с данным типом атак является конфигурирование межсетевого экрана таким образом, чтобы блокировать фрагментированные пакеты. Некоторые межсетевые экраны могут дефрагментировать пакеты перед пересылкой во внутреннюю сеть, но это требует дополнительных ресурсов самого межсетевого экрана, особенно памяти. Дефрагментация должна использоваться очень обоснованно, иначе такой межсетевой экран легко может сам стать жертвой DoS-атаки.
Пакетные фильтры могут быть реализованы в следующих компонентах сетевой инфраструктуры:
- пограничные маршрутизаторы;
- операционные системы;
- персональные межсетевые экраны.

Так как пакетные фильтры обычно проверяют данные только в заголовках сетевого и транспортного уровней, они могут выполнять это достаточно быстро. Поэтому пакетные фильтры, встроенные в пограничные маршрутизаторы, идеальны для размещения на границе с сетью с низкой степенью доверия. Однако в пакетных фильтрах отсутствует возможность анализа протоколов более высоких уровней сетевой модели OSI. Кроме того, пакетные фильтры обычно уязвимы для атак, которые используют подделку сетевого адреса. Такие атаки обычно выполняются для обхода управления доступом, осуществляемого межсетевым экраном.

### Шлюзы сеансового уровня
Межсетевой экран сеансового уровня исключает прямое взаимодействие внешних хостов с узлом, расположенным в локальной сети, выступая в качестве посредника (англ. proxy), который реагирует на все входящие пакеты и проверяет их допустимость на основании текущей фазы соединения. Шлюз сеансового уровня гарантирует, что ни один сетевой пакет не будет пропущен, если он не принадлежит ранее установленному соединению. Как только приходит запрос на установление соединения, в специальную таблицу помещается соответствующая информация (адреса отправителя и получателя, используемые протоколы сетевого и транспортного уровня, состояние соединения и т. д.). В случае, если соединение установлено, пакеты, передаваемые в рамках данной сессии, будут просто копироваться в локальную сеть без дополнительной фильтрации. Когда сеанс связи завершается, сведения о нём удаляются из данной таблицы. Поэтому все последующие пакеты, «притворяющиеся» пакетами уже завершённого соединения, отбрасываются.
Так как межсетевой экран данного типа исключает прямое взаимодействие между двумя узлами, шлюз сеансового уровня является единственным связующим элементом между внешней сетью и внутренними ресурсами. Это создаёт видимость того, что на все запросы из внешней сети отвечает шлюз, и делает практически невозможным определение топологии защищаемой сети. Кроме того, так как контакт между узлами устанавливается только при условии его допустимости, шлюз сеансового уровня предотвращает возможность реализации DoS-атаки, присущей пакетным фильтрам.
Несмотря на эффективность этой технологии, она обладает серьёзным недостатком: как и у всех вышеперечисленных классов межсетевых экранов, у шлюзов сеансового уровня отсутствует возможность проверки содержания поля данных, что позволяет злоумышленнику передавать «троянских коней» в защищаемую сеть.

### Посредники прикладного уровня
Межсетевые экраны прикладного уровня, к которым, в частности, относится файрвол веб-приложений, как и шлюзы сеансового уровня, исключают прямое взаимодействие двух узлов. Однако, функционируя на прикладном уровне, они способны «понимать» контекст передаваемого трафика. Межсетевые экраны, реализующие эту технологию, содержат несколько приложений-посредников (англ. application proxy), каждое из которых обслуживает свой прикладной протокол. Такой межсетевой экран способен выявлять в передаваемых сообщениях и блокировать несуществующие или нежелательные последовательности команд, что зачастую означает DoS-атаку, либо запрещать использование некоторых команд (например, FTP PUT, которая даёт возможность пользователю записывать информацию на FTP-сервер).
Посредник прикладного уровня может определять тип передаваемой информации. Например, это позволяет заблокировать почтовое сообщение, содержащее исполняемый файл. Другой возможностью межсетевого экрана данного типа является проверка аргументов входных данных. Например, аргумент имени пользователя длиной в 100 символов либо содержащий бинарные данные является, по крайней мере, подозрительным.
Посредники прикладного уровня способны выполнять аутентификацию пользователя, а также проверять, что SSL-сертификаты подписаны конкретным центром. Межсетевые экраны прикладного уровня доступны для многих протоколов, включая HTTP, FTP, почтовые (SMTP, POP, IMAP), Telnet и другие.
Недостатками данного типа межсетевых экранов являются большие затраты времени и ресурсов на анализ каждого пакета. По этой причине они обычно не подходят для приложений реального времени. Другим недостатком является невозможность автоматического подключения поддержки новых сетевых приложений и протоколов, так как для каждого из них необходим свой агент.

### Инспекторы состояния
Каждый из вышеперечисленных типов межсетевых экранов используется для защиты корпоративных сетей и обладает рядом преимуществ. Однако, куда эффективней было бы собрать все эти преимущества в одном устройстве и получить межсетевой экран, осуществляющий фильтрацию трафика с сетевого по прикладной уровень. Данная идея была реализована в инспекторах состояний, совмещающих в себе высокую производительность и защищённость. Данный класс межсетевых экранов позволяет контролировать:
- каждый передаваемый пакет — на основе таблицы правил;
- каждую сессию — на основе таблицы состояний;
- каждое приложение — на основе разработанных посредников.

Осуществляя фильтрацию трафика по принципу шлюза сеансового уровня, данный класс межсетевых экранов не вмешивается в процесс установления соединения между узлами. Поэтому производительность инспектора состояний заметно выше, чем у посредника прикладного уровня и шлюза сеансового уровня, и сравнима с производительностью пакетных фильтров. Ещё одно достоинство инспекторов состояния — прозрачность для пользователя: для клиентского программного обеспечения не потребуется дополнительная настройка. Данные межсетевые экраны имеют большие возможности расширения. При появлении новой службы или нового протокола прикладного уровня для его поддержки достаточно добавить несколько шаблонов. Однако инспекторам состояний по сравнению с посредниками прикладного уровня свойственна более низкая защищённость.
Термин инспектор состояния (англ. stateful inspection), внедрённый компанией Check Point Software, полюбился производителям сетевого оборудования настолько, что сейчас практически каждый межсетевой экран причисляют к этой технологии, даже если он и не реализует её полностью.

## [30]Реализация
Существует два варианта исполнения межсетевых экранов — программный и программно-аппаратный. В свою очередь программно-аппаратный вариант имеет две разновидности — в виде отдельного модуля в коммутаторе или маршрутизаторе и в виде специализированного устройства.
В настоящее время чаще используется программное решение, которое на первый взгляд выглядит более привлекательным. Это вызвано тем, что для его применения достаточно, казалось бы, всего лишь приобрести программное обеспечение межсетевого экрана и установить на любой имеющийся в организации компьютер. Однако, как показывает практика, в организации далеко не всегда находится свободный компьютер, да ещё и удовлетворяющий достаточно высоким требованиям по системным ресурсам. После того, как компьютер всё-таки найден (чаще всего — куплен), следует процесс установки и настройки операционной системы, а также, непосредственно, программного обеспечения межсетевого экрана. Нетрудно заметить, что использование обычного персонального компьютера далеко не так просто, как может показаться. Именно поэтому всё большее распространение стали получать специализированные программно-аппаратные комплексы, называемые security appliance, на основе, как правило, FreeBSD или Linux, «урезанные» для выполнения только необходимых функций. Достоинствами данных решений являются:
- простота внедрения: данные устройства имеют предустановленную и настроенную операционную систему и требуют минимум настроек после внедрения в сеть;
- простота управления: данными устройствами можно управлять откуда угодно по стандартным протоколам, таким как SNMP или Telnet, либо посредством защищённых протоколов, таких как SSH или SSL;
- производительность: данные устройства работают более эффективно, так как из их операционной системы исключены все неиспользуемые сервисы;
- отказоустойчивость и высокая доступность: данные устройства созданы выполнять конкретные задачи с высокой доступностью.

## Ограниченность анализа межсетевого экрана
Межсетевой экран позволяет осуществлять фильтрацию только того трафика, который он способен «понимать». В противном случае он теряет свою эффективность, так как не способен осознанно принять решение о том, что делать с нераспознанным трафиком. Существуют протоколы, такие как TLS, SSH, IPsec и SRTP, использующие криптографию для того, чтобы скрыть содержимое, из-за чего их трафик не может быть проинтерпретирован. Также некоторые протоколы, такие как OpenPGP и S/MIME, шифруют данные прикладного уровня, из-за чего фильтровать трафик на основании информации, содержащейся на данном сетевом уровне, становится невозможно. Ещё одним примером ограниченности анализа межсетевых экранов является туннелированный трафик, так как его фильтрация является невозможной, если межсетевой экран «не понимает» используемый механизм туннелирования. Во всех этих случаях правила, сконфигурированные на межсетевом экране, должны явно определять, что делать с трафиком, который они не могут интерпретировать.

### Книги
- Лебедь С. В. Межсетевое экранирование. Теория и практика защиты внешнего периметра. — МГТУ им. Н. Э. Баумана, 2002. — 306 с. — ISBN 5-7038-2059-6.
- Чепмен-мл. Д. В., Фокс Э. Брандмауэры Cisco Secure PIX = Cisco® Secure PIX® Firewalls. — Вильямс, 2003. — 341 с. — ISBN 5-8459-0463-3.
- Мэйволд Э. Лекция 10 «Межсетевые экраны» // Безопасность сетей: Информация. — ИНТУИТ, 2006. — ISBN 978-5-9570-0046-9.
- Шаньгин В. Ф. Защита информации в компьютерных системах и сетях. — ИНФРА-М, 2011. — 416 с. — ISBN 978-5-16-003132-3.
- Фаронов А. Е. Основы информационной безопасности при работе на компьютере. — ИНТУИТ, 2016. — 155 с.
- Лапонина О. Р. Межсетевое экранирование. — Бином, 2014. — 343 с. — ISBN 5-94774-603-4.

### Статьи
- K. Ingham, S. Forrest. A History and Survey of Network Firewalls (англ.).
- Cisco. Configuring Port Security (англ.).
- Edgar D Cardenas. MAC Spoofing — An Introduction (англ.). — 2003.